# 罗素·彼得斯
拉瑟尔·多米尼克·皮特斯（Russell Dominic Peters，1970年9月29日—）是加拿大的一名單口喜劇（獨角喜劇）喜劇人及演员，印度裔，生于多伦多，在布兰普顿長大。
拉瑟尔于1989年开始在多伦多演出，曾经获得4次双子座奖提名，影迷遍布全球。約旦國王阿卜杜拉二世也是羅素的影迷，曾經邀他共進晚餐。

## 早年與背景
羅素彼得斯生於多倫多，在布蘭普頓鎮長大。他生於一個天主教家庭，父親來自印度孟買，母親則是來自印度加爾各答。他的長兄，克萊頓也在加爾各答出生。